# Slivonja Jarek
Slivonja Jarek est un village de la municipalité de Krapinske Toplice (comitat de Krapina-Zagorje) en Croatie. Au recensement de 2011, le village comptait 96 habitants.